# Leila Meijer
Leila Meijer  (19 juni 2002) is een Nederlands langebaanschaatsster. 
Meijer schaatst bij de junioren A1 in de RTC-selectie.
In februari 2019 rijdt Meijer een juniorenbaanrecord van Antoinette de Jong uit 2011 uit de boeken.

## Records

### Persoonlijke records[5]
| Afstand    | Tijd    | Datum            | Baan       |
| ---------- | ------- | ---------------- | ---------- |
| 500 meter  | 41,36   | 19 januari 2020  | Heerenveen |
| 1000 meter | 1.21,24 | 16 november 2019 | Inzell     |
| 1500 meter | 2.02,75 | 16 februari 2020 | Heerenveen |
| 3000 meter | 4.31,15 | 19 januari 2020  | Heerenveen |